# 鳥取県道292号八坂鳥取停車場線
鳥取県道292号八坂鳥取停車場線（とっとりけんどう292ごう はっさかとっとりていしゃじょうせん）は、鳥取県鳥取市を通る一般県道である。

## 概要
鳥取市国安から鳥取市扇町に至る。

### 路線データ
- 起点：鳥取県鳥取市国安（八坂北交差点、国道53号交点）
- 終点：鳥取県鳥取市扇町（JR西日本山陰本線・因美線 鳥取駅南口）
- 総延長：5.5 km

## 歴史
- 1974年（昭和49年）11月29日 - 鳥取県告示第1,068号により認定[1][2]。

## 路線状況

### 重複区間
- 鳥取県道26号秋里吉方線（鳥取市富安2丁目・富安二丁目交差点 - 鳥取市扇町・鳥取駅南入口交差点）

### 道路施設

#### 橋梁
- 大宮橋（大路川、鳥取市）
- 興南大橋（新袋川、鳥取市）

## 地理

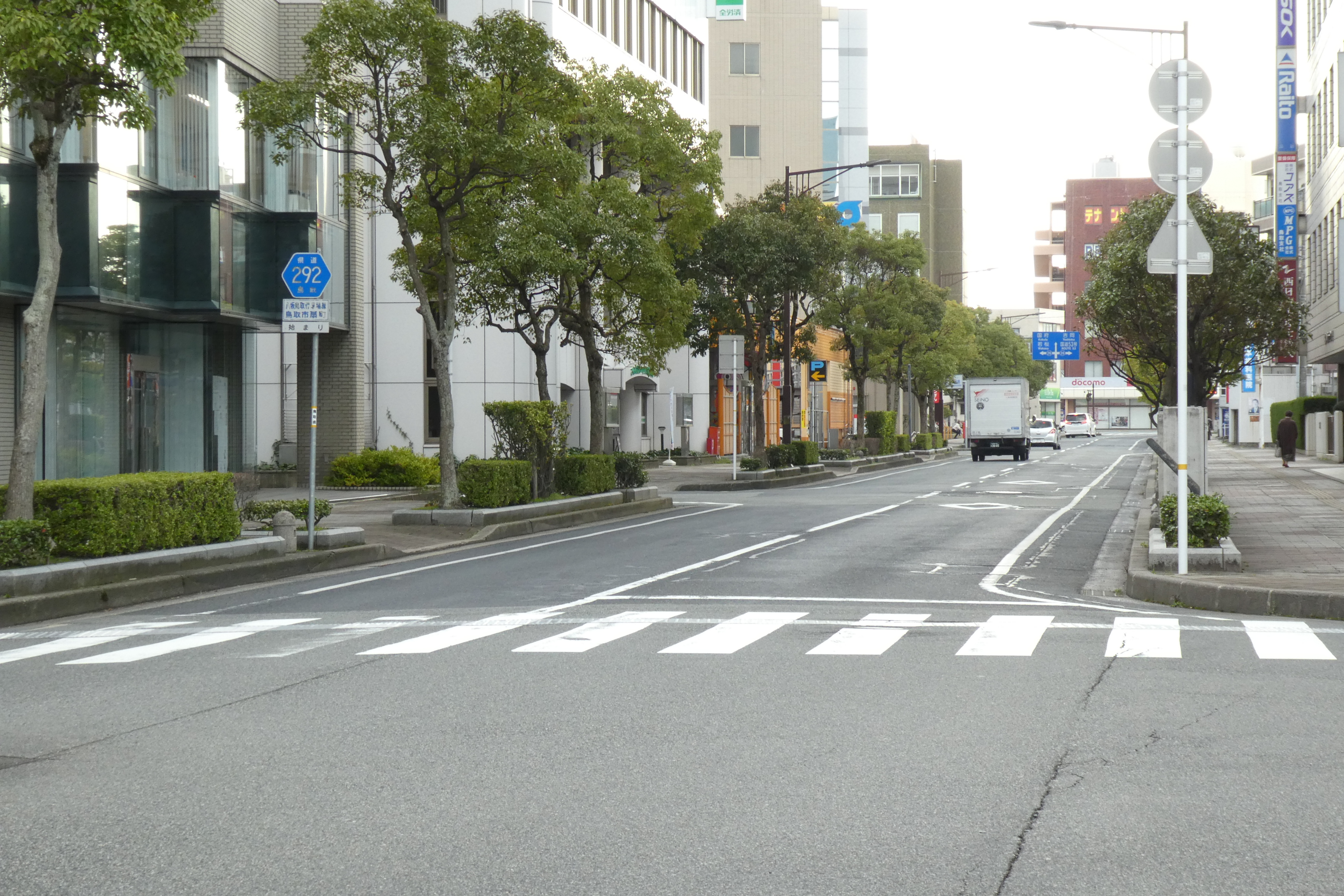
鳥取県道292号終点。鳥取駅南口。

### 通過する自治体
- 鳥取県
  - 鳥取市

### 交差する道路
| 交差する道路                                  | 交差する場所 | 交差する場所         |
| --------------------------------------------- | ------------ | -------------------- |
| 国道53号 国道373号 重複                       | 国安         | 八坂北交差点 / 起点  |
| 鳥取市道2013642号八坂久末1号線 / 鳥取広域農道 | 八坂         | 倉田保育園入口交差点 |
| 鳥取県道226号国安桂木線                       | 蔵田         | 蔵田交差点           |
| 国道29号                                      | 宮長         | 宮長交差点           |
| 鳥取県道26号秋里吉方線 重複区間起点           | 富安2丁目    | 富安二丁目交差点     |
| 鳥取県道26号秋里吉方線 重複区間終点           | 扇町         | 鳥取駅南入口交差点   |

### 沿線
- 鳥取市立倉田小学校
- 鳥取市営サッカー場
- グッドヒル
- 鳥取市立南中学校
- JR西日本山陰本線・因美線 鳥取駅